# Frédéric-Ferdinand de Schleswig-Holstein-Sonderbourg-Glücksbourg
Frédéric-Ferdinand de Schleswig-Holstein-Sonderbourg-Glücksbourg, (en allemand : Friedrich von Schleswig-Holstein-Sonderburg-Glücksburg), est né le 12 octobre 1855 et mort le 21 janvier 1934, est un général de cavalerie dans l'armée prussienne et duc (non-régnant) de Schleswig-Holstein-Sonderbourg-Glücksbourg, en sa qualité de chef de la branche ducale de Schleswig-Holstein-Sonderbourg-Glücksbourg de 1885 à 1931, puis porte le titre de duc de Schleswig-Holstein et chef de la maison d'Oldenbourg de 1931 à sa mort.

## Famille

### Cercle familial
Frédéric-Ferdinand de Schleswig-Holstein-Sonderbourg-Glücksbourg, ne en 1855, est le fils aîné et le second des cinq enfants de Frédéric de Schleswig-Holstein-Sonderbourg-Glücksbourg et d'Adélaïde de Schaumbourg-Lippe. Il est le neveu du roi Christian IX de Danemark (1818-1906), ce qui l’apparente à la plupart des dynasties européennes de son époque (Russie, Royaume-Uni, Grèce, Norvège, Hanovre, etc.).

### Mariage et descendance
Le 19 mars 1885, à Primkenau, Frédéric-Ferdinand de Schleswig-Holstein-Sonderbourg-Glücksbourg épouse Caroline-Mathilde de Schleswig-Holstein-Sonderbourg-Augustenbourg (1860-1932), la fille du duc Frédéric-Auguste de Schleswig-Holstein-Sonderbourg-Augustenbourg et d'Adélaïde de Hohenlohe-Langenbourg, et la sœur cadette d'Augusta-Victoria, épouse de Guillaume II.
Six enfants naissent de cette union :
- Victoria-Adélaïde de Schleswig-Holstein-Sonderbourg-Glücksbourg (1885-1970), en 1905, elle épouse Charles-Édouard de Saxe-Cobourg et Gotha (1884-1954)
- Alexandra-Victoria de Schleswig-Holstein-Sonderbourg-Glücksbourg (1887-1957), en 1908, elle épouse Auguste-Guillaume de Prusse (1887-1949), (divorcés en 1920), (fils de Guillaume II d'Allemagne). En 1922, elle épouse en secondes noces Arnold Rümann (1884-1951), (divorcés en 1933)
- Hélène de Schleswig-Holstein-Sonderbourg-Glücksbourg (1888-1962), en 1909, elle épouse Harald de Danemark (1876-1949), (fils de Frédéric VIII de Danemark)
- Adélaïde de Schleswig-Holstein-Sonderbourg-Glücksbourg (1889-1964), en 1914, elle épouse le prince Frédéric de Solms-Baruth (1886-1951)
- Frédéric de Schleswig-Holstein-Sonderbourg-Glücksbourg (1891-1965), duc de Schleswig-Holstein-Sonderbourg-Glücksbourg, duc de Schleswig-Holstein
- Caroline-Mathilde de Schleswig-Holstein-Sonderbourg-Glücksbourg (1894-1972), en 1920, elle épouse le comte Hans de Solms-Baruth (1893-1972).

## Biographie

### Carrière militaire
Le duc Frédéric-Ferdinand entame une carrière d'officier dans l'armée prussienne et sert entre autres dans le 86e régiment de fusiliers (de) à Flensbourg, dans le 14e régiment de hussards ainsi que dans le 85e régiment d'infanterie (de).

## Honneurs
- Grand-croix de l'ordre d'Albert l'Ours (Anhalt, 1886).
- Chevalier de l'ordre de l'Éléphant (Danemark, 8 avril 1876).
- Grand-croix de l'ordre de la Maison ernestine de Saxe (Duchés saxons).
- Grand-croix de l'ordre du Sauveur (Grèce).
- Grand-croix avec la couronne d'or et le collier de l'ordre du Mérite du duc Pierre-Frédéric-Louis (grand-duché d'Oldenbourg).
- Chevalier de 1re classe 22 mars 1886, grand-croix 7 septembre 1890 de l'ordre de l'Aigle rouge (Prusse).
- Chevalier 24 décembre 1892 avec collier 17 janvier 1893 de l'ordre de l'Aigle noir (Prusse).
- Grand-croix honoraire de l'ordre royal de Victoria (Royaume-Uni, 11 octobre 1905).
- Grand-croix de l'ordre de la Couronne de Wurtemberg (1877).

## Généalogie
Frédéric-Ferdinand de Schleswig-Holstein-Sonderbourg-Glücksbourg appartient à la quatrième branche (lignée de Schleswig-Holstein-Sonderbourg-Beck) issue de la première branche de la Maison de Schleswig-Holstein-Sonderbourg, elle-même issue de la première branche de la Maison d'Oldenbourg.